# Tag body spray
TAG Spray (o conocido en inglés como TAG Body Spray) fue fabricado por la empresa de perfumes TAG, una subsidiaria de Procter & Gamble. Fue lanzado por primera vez en 2005. De 2005 a 2007, TAG perfumes era parte de Gillette, hasta que Gillette fue adquirida por Procter & Gamble y se disolvieron. Se descontinuó en octubre de 2010.

## Historia
TAG es una reencarnación de Right Guard Spray para el cuerpo, publicado en 2002. Right Guard Spray para el cuerpo fue descontinuado después de tener bastantes meses con bajas ventas. Gillette pasó los siguientes años tratando de encontrar como tener éxito en el mercado de sprays para el cuerpo para jóvenes adolescentes. Como resultado de su búsqueda, TAG fue lanzado a principios de 2005. Gillette decidió no incluir ningún símbolo que dijera que Gillette era el que estaba fabricando el producto ni que tuviera alguna etiqueta. Esta decisión fue tomada porque la venta de TAG podría perjudicar a la reputación y las ventas de otros productos de Gillette.

## Mercadotecnia
La campaña de mercadotecnia se centró en cómo la compañía describe las "fantasías de los adultos" para ser atractivos para las mujeres.  El empaque de los empaques, el cual es gris carbón y representa las siluetas de las mujeres, utiliza nombres de fragancias que evocan el éxito en el noviazgo.
El producto lanzó una línea llamada la  Signature Series TAG  en julio de 2009, que re-introdujo tres fragancias con nuevos envases que promocionan las estrellas, como Carmelo Anthony (jugador de baloncesto), Rob Dyrdek (skater) y el rapero Ludacris.

## Fragancias
Tag debutó con 3 esencias en 2005, sin embargo durante la Fiesta de "TAG Signature Series" el 28 de julio de 2009, renombraron sus productos y ganaron endosos de celebridades. Cuatro fragancias son generalmente ofertadas bajo la etiqueta de TAG, tres de ellas llevan a celebridades en el empaque. 
- Haz movimientos, aprobado por Rob Dyrdek. (ex All Nighter)
- Mantente de pie, aprobado por Carmelo Anthony. (antes de medianoche)
- Consiga el suyo, aprobado por Ludacris. (anteriormente After Hours)
- Sal, aprieta el paso, (anteriormente Wild Card)